# Slanke dennenschorskever
De  slanke dennenschorskever (Hylurgus ligniperda) is een keversoort uit de familie snuitkevers (Curculionidae). De wetenschappelijke naam van de soort werd in 1787 gepubliceerd door Johann Christian Fabricius.